# 原虎胤
原虎胤（1497年－1564年3月11日）是日本戰國時代的武將。父親是原友胤。最初是千葉氏家臣。後來成為甲斐國武田氏的家臣，擔任足輕大將。別名信知。後世譽為武田五名臣之一。

## 生平

### 武田信虎時期
在明應6年（1497年）出生。原本是下總國千葉氏的重臣兼一門原氏。永正14年（1517年），居城小弓城被足利義明所奪，於是與父親友胤一同前往甲斐投靠武田信虎成為武田氏家臣。
友胤投靠信虎之後屢建功績，此時自身亦被武田信虎賜予偏諱（「虎」字），以足輕大將的身份行動。大永元年（1521年），在甲斐飯田河原的戰鬥中擊殺今川軍的福島正成（北条綱成的實父，但有異說）而獲得功績。

### 武田信玄時期
在信虎遭到其子信玄流放後，繼續為信玄效力。一般被列為武田二十四將和甲陽五名臣之一（此外，他的兒子康景是甲陽五名臣之一横田高松的養子）。
由於與小笠原氏交戰時表現活躍，被任命為平瀨城城代等，受到信玄的重用。天文22年（1553年），因為日蓮宗信徒（屬於法華宗派系）與淨土宗信徒的紛爭（虎胤是法華宗信徒），當時信玄希望虎胤能改為淨土宗，但虎胤不肯，因此有一段時間被流放，之後前往相模国依附北條氏，在善德寺會盟之際歸返，在回歸之際，北条氏康對虎胤的回歸感到相當惋惜，泣不成聲。永祿2年（1559年），信玄剃髮，於是一同剃髮並自號清岩。
永祿4年（1561年），在攻略信濃割嶽城時假裝受傷，沒有參與同年的第4次川中島之戰。在永祿7年（1564年）1月28日病死。享年68歲。

## 人物
- 雖然只是在信虎時代新加入的家臣，不過與板垣信方等國人眾不同，與信虎關係非常良好。在信虎被流放後，於信濃得知消息並急忙返回甲斐，向板垣信方和甘利虎泰猛烈抗議。

- 死後，美濃守的官位被馬場信春繼承而廣為人知。有著「變成武名很高的鬼美濃」的意思。

- 武名非常高的猛將，有鬼美濃、夜叉美濃等名號而被畏懼著、而且非常有情義，曾在戰場上扶著負傷的敵將返回敵陣。還擅長攻城戰，攻下的城池經過最低限度的修補就可以再次使用。

## 外部連結
- 割ヶ岳城～城と古戦場～ （页面存档备份，存于）
- 武家家伝＿下総原氏 （页面存档备份，存于）

## 登場作品
電視劇
- 『武田信玄』（NHK大河劇，1988年，演員：宍戶錠）
- 『風林火山』（NHK大河劇，2007年，演員：宍戶開）